# Ресько
Реско (пол. Resko, нім. Regenwalde) — місто в північно-західній Польщі, на річці Рега (пол. Rega). 
На 31 березня 2014 року, в місті було 4 361 жителів.

## Демографія
Демографічна структура станом на 31 березня 2011 року:
|          | Загалом | Допрацездатний вік | Працездатний вік | Постпрацездатний вік |
| -------- | ------- | ------------------ | ---------------- | -------------------- |
| Чоловіки | 2191    | 378                | 1590             | 223                  |
| Жінки    | 2268    | 371                | 1349             | 548                  |
| Разом    | 4459    | 749                | 2939             | 771                  |